# Камень-на-Оби (городское поселение)
Город Камень-на-Оби — городское поселение и административно-территориальное образование (город районного значения) в Каменском районе Алтайского края Российской Федерации.
Административный центр — город Камень-на-Оби.

## История
В декабре 2003 года в Алтайском крае было образовано муниципальное образование город Камень-на-Оби со статусом городского округа.
Муниципальное образование со статусом городского поселения было образовано 15 сентября 2015 года после упразднения городского округа и преобразования его в городское поселение, включённое в состав Каменского муниципального района.

## Население
| 1959    | 1996    | 1997    | 1998    | 1999    | 2000    | 2001    | 2002    | 2003    | 2004    | 2005    | 2006    |
| ------- | ------- | ------- | ------- | ------- | ------- | ------- | ------- | ------- | ------- | ------- | ------- |
| 30 135  | ↗45 039 | ↘44 556 | ↘44 501 | ↗44 600 | ↘44 300 | ↗44 700 | ↗45 300 | ↗45 498 | ↗46 041 | ↗46 162 | ↘45 941 |
| 2007    | 2008    | 2009    | 2010    | 2011    | 2012    | 2013    | 2014    | 2015    | 2016    | 2017    | 2018    |
| ↘45 677 | ↘45 357 | ↘45 124 | ↘44 648 | ↘44 601 | ↘43 988 | ↘43 577 | ↘42 947 | ↘42 648 | ↘42 533 | ↘42 045 | ↘41 509 |
| 2019    | 2020    | 2021    |         |         |         |         |         |         |         |         |         |
| ↘41 355 | ↘41 164 | ↘32 880 |         |         |         |         |         |         |         |         |         |

## Состав
Городское поселение включает (город районного значения подчиняет себе) 2 населённых пункта:
| № | Населённый пункт | Тип населённого пункта        | Население |
| - | ---------------- | ----------------------------- | --------- |
| 1 | Камень-на-Оби    | город, административный центр | ↘32 385   |
| 2 | Плотинная        | станция                       | ↘495      |